# Ronny König
Ronny König (Lichtenstein/Sa., 2 giugno 1983) è un ex calciatore tedesco, di ruolo attaccante.

## Carriera
Ha giocato nella seconda divisione tedesca.